# 지방도 제442호선
지방도 제442호선은 강원특별자치도 횡성군 횡성읍 추동리에서 우천면 우항리를 잇는 강원특별자치도의 지방도이다. 전 구간 왕복 4차선으로 되어 있다. 영동고속도로의 새말 나들목과 연결되어 있다.

## 역사
- 2003년 2월 15일 : 노선 폐지 및 재지정[1]

## 주요 경유지
- 횡성군
  - 횡성읍 추동 교차로 - 추동삼거리
  - 우천면 두곡리 - 양적교 - 양적리 - 새말 나들목 - 새말 교차로 - 새말삼거리

## 도로명
전 구간 한우로로 지정되어 있다.